# Kozielsk (stacja kolejowa)
Kozielsk (ros. Козельск) – stacja kolejowa w miejscowości Kozielsk, w rejonie kozielskim, w obwodzie kałuskim, w Rosji. Położona jest na linii Smoleńsk – Tuła.

## Historia
Stacja powstała w czasach carskich na Kolei Smoleńsko-Ranienburskiej pomiędzy stacjami Muzalewka i Kiriejewskaja.
W okresie 3 kwietnia - 12 maja 1940 ze stacji odchodziły wagony więzienne z polskimi jeńcami wojennymi z likwidowanego obozu jenieckiego w dawnej Pustelni Optyńskiej. Wszystkie transporty, z wyjątkiem dwóch wysłanych 26 kwietnia i 12 maja, kierowano do stacji Gniezdowo, a następnie autobusem więziennym na miejsce zbrodni w Lesie Katyńskim. Łącznie na miejsce kaźni w Katyniu ze stacji Kozielsk wysłano 4402 Polaków. Składy wysłane 26 kwietnia i 12 maja, którymi Kozielsk opuściło 245 jeńców, dotarły do obozu jenieckiego w Pawliszczewie Borze.
W lipcu 1940 stacja obsługiwała transporty do obozu osób internowanych z Litwy (2533 osób), a w sierpniu i wrześniu 1940 z Łotwy (374 osób).